# تري ثومبكينز
تري ثومبكينز (بالإنجليزية: Trey Thompkins)‏ مواليد 29 مايو 1990 في لونغ آيلند، هو لاعب كرة سلة محترف أمريكي بدأ مسيرته الاحترافية في سنة 2011 حيث تم اختياره من قبل فريق لوس أنجلوس كليبرز خلال الدرافت، يلعب مع فريق ريال مدريد بالونكيستو ويحمل الرقم 33. يبلغ طوله 6 قدم 10 بوصة (2.1 م).

## فرق لعب لها
- لوس أنجلوس كليبرز
- نيجني نوفغورود
- ريال مدريد بالونكيستو

## روابط خارجية
- تري ثومبكينز على موقع الاتحاد الدولي لكرة السلة (الإنجليزية)
- تري ثومبكينز على موقع الدوري الأوروبي لكرة السلة (الإنجليزية)
- تري ثومبكينز على موقع إن بي أي (الإنجليزية)
- تري ثومبكينز على موقع سبورتس رفرنس (الإنجليزية)
- تري ثومبكينز على موقع الدوري الإسباني لكرة السلة (الإسبانية)
- تري ثومبكينز على موقع كرة السلة الأوروبية.كوم (الإنجليزية)
- تري ثومبكينز على موقع DraftExpress.com (الإنجليزية)
- تري ثومبكينز على موقع كلية كرة السلة في سبورتس رفرنس.كوم (الإنجليزية)
- تري ثومبكينز على موقع ريلجم (الإنجليزية)
- تري ثومبكينز على موقع بروبوليرز (الإنجليزية)